# Liste der Stolpersteine in Emlichheim
Die Liste der Stolpersteine in Emlichheim enthält alle Stolpersteine, die im Rahmen des gleichnamigen Kunst-Projekts von Gunter Demnig in der Samtgemeinde Emlichheim verlegt wurden. Mit ihnen soll der Opfer des Nationalsozialismus gedacht werden, die in Emlichheim und Hoogstede lebten und wirkten. Bei zwei Verlegungen seit April 2005 wurden bisher insgesamt fünf Stolpersteine verlegt. (Stand: Juni 2019)

## Liste der Stolpersteine
| Bild | Person, Inschrift | Adresse                                                   | Verlegedatum  | Anmerkung |
| --- | --- | --------------------------------------------------------- | ------------- | --- |
| Bild gesucht Die Wikipedia wünscht sich an dieser Stelle ein Bild vom Ort mit diesen Koordinaten 52.581183 6.95142 . Motiv: Ein Stolperstein Falls du dabei helfen möchtest, erklärt die Anleitung , wie das geht. BW      | In Hoogstede wohnte Berend Gertsen Jg. 1888 ’Schutzhaft’ 1933 Gefängnis Neuenhaus verhaftet 18.2.1943 Sachsenhausen ermordet 20.7.1943 | Bathorner Diek 12 · Hoogstede · vor dem alten Schulhaus · | 20. Apr. 2018 | Berend Gertsen wurde am 14. August 1888 in Adorf geboren und lebte in Hoogstede. Er wurde 1933 verhaftet, weil er die Regierung beleidigt haben soll. Nach einem Monat Haft im Gefängnis Neuenhaus kam er wieder frei. Danach wohnte er im Armenhaus in Hoogstede. Wegen Arbeitsverweigerung und erneuter Beleidigungen wurde er im Februar 1943 verhaftet und in das KZ Sachsenhausen verschleppt, wo er am 20. oder 24. Juli 1943 starb. |
| Bild gesucht Die Wikipedia wünscht sich an dieser Stelle ein Bild vom Ort mit diesen Koordinaten 52.6050451 6.8514988 . Motiv: zwei Stolpersteine Falls du dabei helfen möchtest, erklärt die Anleitung , wie das geht. BW | Hier wohnte Louis ten Brink Jg. 1874 Selbstmord 3.1.1939                                                                               | Bremarkt 7 · Emlichheim ·                                 | 22. Apr. 2005 | Louis ten Brink wurde am 25. April 1874 in Emlichheim geboren. Im November 1938 wurde er verhaftet und war bis 27. November 1938 im KZ Sachsenhausen inhaftiert. Am 3. Januar 1939 war Louis ten Brink auf einem Meldegang in Neuenhaus, kehrte aber nicht mehr in sein Haus zurück. Sein Leichnam wurde am 18. März 1939 in der Vechte bei Gölenkamp gefunden. Vermutlich nahm er sich selbst das Leben.                                  |
| Bild gesucht Die Wikipedia wünscht sich an dieser Stelle ein Bild vom hier behandelten Ort. Falls du dabei helfen möchtest, erklärt die Anleitung , wie das geht. BW                                                       | Hier wohnte Mathilde ten Brink Jg. 1880 Flucht 1939 Holland deportiert ermordet 1942 in Ravensbrück                                    | Bremarkt 7 · Emlichheim ·                                 | 22. Apr. 2005 | Mathilde ten Brink wurde am 14. Februar 1880 in Neuenhaus geboren. Sie war die Schwester von Louis ten Brink. Ab dem 4. Januar 1940 war sie im KZ Ravensbrück inhaftiert, wo sie im November 1942 ermordet wurde. |
| Stolperstein Emlichheim Ringer Straße 18 Bernhard Weinberg | Hier wohnte Bernhard Weinberg Jg. 1895 Flucht 1939 Holland deportiert ermordet 1942 Auschwitz                                          | Ringer Straße 18 · Emlichheim ·                           | 22. Apr. 2005 | Bernhard Weinberg wurde am 20. April 1895 in Dortmund geboren und lebte in Emlichheim. Er flüchtete in die Niederlande und nach Belgien und wurde am 24. Oktober 1942 ab Mechelen in das Vernichtungslager Auschwitz deportiert. Dort starb er noch 1942. |
| Stolperstein Emlichheim Ringer Straße 18 Rolina Weinberg | Hier wohnte Rolina Weinberg geb. ten Brink Jg. 1890 Flucht 1939 Holland deportiert ermordet 1942 Auschwitz                             | Ringer Straße 18 · Emlichheim ·                           | 22. Apr. 2005 | Rolina Weinberg wurde am 29. März 1890 als Rolina ten Brink in Emlichheim geboren. Sie war die jüngste Schwester von Louis ten Brink. Am 25. August 1922 heiratete sie Bernhard Weinberg. Am 12. Mai 1939 flüchtete sie in die Niederlande und weiter nach Belgien. Am 24. Oktober 1942 wurde sie ab Mechelen in das Vernichtungslager Auschwitz deportiert und später für tot erklärt.                                                    |

## Verlegungen
- 22. April 2005: vier Stolpersteine an zwei Adressen in Emlichheim
- 20. April 2018: ein Stolperstein in Hoogstede[9]